# 默兹河畔布拉
默兹河畔布拉（法語：Bras-sur-Meuse，法語發音：[bʁa syʁ møz]）是法国默兹省的一个市镇，属于凡尔登区。该市镇总面积13.69平方公里，2009年时的人口为696人。

## 人口
默兹河畔布拉人口变化图示